# David Smith (piragüista)
David William Smith (Shellharbour, 13 de febrero de 1987) es un deportista australiano que compitió en piragüismo en la modalidad de aguas tranquilas.
Participó en dos Juegos Olímpicos de Verano, en los años 2008 y 2012, obteniendo una medalla de oro en Londres 2012, en la prueba de K4 1000 m. Ganó tres medallas en el Campeonato Mundial de Piragüismo entre los años 2009 y 2013.
En 2014 fue condecorado con la Medalla de la Orden de Australia (OAM).

## Palmarés internacional
| Juegos Olímpicos   | Juegos Olímpicos      | Juegos Olímpicos  | Juegos Olímpicos |
| Año                | Lugar                 | Medalla           | Competición      |
| ------------------ | --------------------- | ----------------- | ---------------- |
| 2012               | Londres (Reino Unido) | Medalla de oro    | K4 1000 m        |
| Campeonato Mundial |                       |                   |                  |
| Año                | Lugar                 | Medalla           | Competición      |
| 2009               | Dartmouth (Canadá)    | Medalla de plata  | K2 1000 m        |
| 2011               | Szeged (Hungría)      | Medalla de plata  | K4 1000 m        |
| 2013               | Duisburgo (Alemania)  | Medalla de bronce | K4 1000 m        |